# Poa mendocina
Poa mendocina är en gräsart som beskrevs av Elisa G. Nicora och Fidel Antonio Roig. Poa mendocina ingår i släktet gröen, och familjen gräs. Inga underarter finns listade i Catalogue of Life.